# László Gellér
László Gellér (ur. 5 sierpnia 1944 w Tótkomlós) – węgierski skoczek narciarski, uczestnik Zimowych Igrzysk Olimpijskich 1964 i 1968, reprezentant klubu Budapest Honvéd, pięciokrotny mistrz Węgier w skokach narciarskich, rekordzista skoczni w Mátraházie.
Dwukrotnie wystartował w zimowych igrzyskach olimpijskich. Po raz pierwszy miało to miejsce w 1964, kiedy w konkursach skoków zajął 42. miejsce na skoczni normalnej i 34. na skoczni dużej. Cztery lata później był 34. na obiekcie normalnym i 19. na obiekcie dużym.
W lutym 1962 László Gellér uczestniczył w mistrzostwach świata w narciarstwie klasycznym. Konkurs skoków na skoczni K-90 ukończył na 58. miejscu, a na skoczni K-60 był 62. W kolejnych mistrzostwach był 48. na skoczni normalnej i 50. na skoczni dużej.
W latach 1961–1972 Gellér startował w konkursach Turnieju Czterech Skoczni. Najwyższe miejsce w karierze zajął 7 stycznia 1968 na skoczni w Bischofshofen, gdzie był dziewiąty.

## Życie prywatne
Skokami narciarskimi zainteresował się w szkole dzięki trenerowi klubu Honvéd Budapeszt. Pierwszy skok oddał w wieku czternastu lat, jego długość wahała się w okolicach 12–13 metrów. Jego bracia Mihály i Gábor również byli skoczkami, brat Béla był z kolei trenerem skoków narciarskich. Główne skocznie, na których Gellér trenował wraz z kadrą, to skocznie w Mátraházie, Zakopanem i Oberwiesenthal. Pracował w przemyśle poligraficznym.

## Przebieg kariery
24 marca 1961 wziął udział w międzynarodowym konkursie w Klingenthal. Zajął tam 50. miejsce po skokach na 51 i 51,5 m (startowało 56 zawodników). Dwa dni później w zawodach w Oberwiesenthal był na 51. miejscu, wyprzedzając trzech zawodników. W tym samym roku zanotował groźny upadek podczas treningu na skoczni w Zakopanem, nie odniósł jednak poważniejszych obrażeń. 
Wielokrotnie startował w Turnieju Czterech Skoczni, pierwszy raz w jego 10. edycji. W pierwszym konkursie w Oberstdorfie był 58. i była to najwyższa jego pozycja w trakcie tego turnieju. W kolejnych konkursach zajmował 71., 59. i 74. miejsce, a w klasyfikacji łącznej turnieju osiągnął 55. miejsce. Wystąpił następnie na mistrzostwach świata w Zakopanem w 1962. Na skoczni K-65 zajął ostatnie, 62. miejsce, zaś na obiekcie K-90 uzyskał 58. miejsce, wyprzedzając tylko rodaka László Csávása. 31 marca 1963 wziął udział w zawodach w Oberwiesenthal, w których został sklasyfikowany na 58. miejscu.

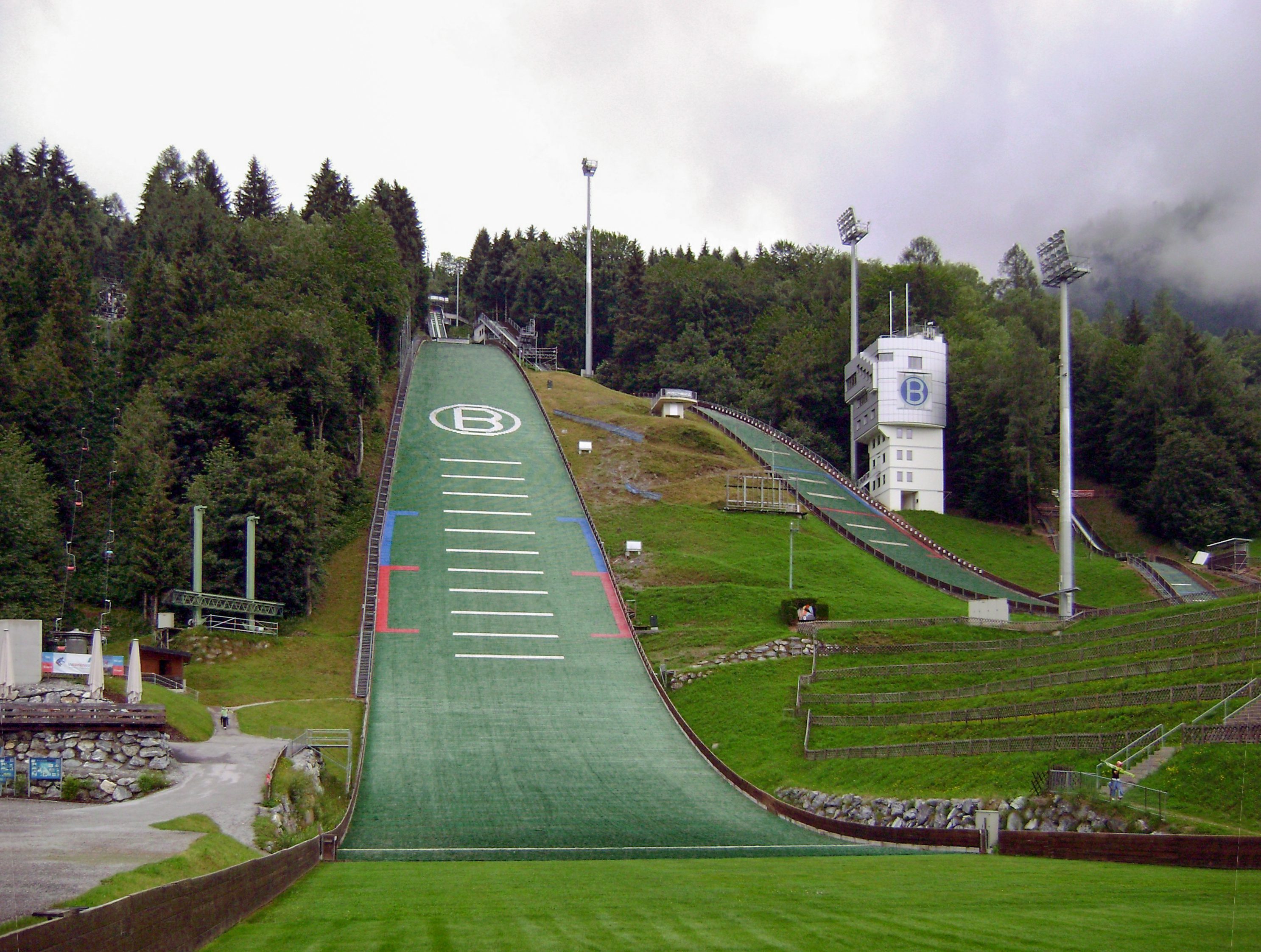
Skocznia Paul-Ausserleitner-Schanze w Bischofshofen, na której Węgier zajął 9. miejsce w jednym z konkursów TCS

Podczas 12. Turnieju Czterech Skoczni (1963/1964) zajął 16. miejsce w konkursie w Innsbrucku, co było jego najlepszym dotychczasowym wynikiem w karierze. Pozostałe konkursy zakończył na miejscach 64-69, w efekcie czego uplasował się na 48. pozycji w klasyfikacji generalnej turnieju. W tym sezonie wystąpił po raz pierwszy na zimowych igrzyskach olimpijskich. Zajął 42. miejsce na skoczni normalnej i 34. na skoczni dużej. W Tygodniu Lotów Narciarskich w Oberstdorfie wystąpił w trzech konkursach – najwyższe, 14. miejsce osiągnął w ostatnim z nich. 
W TCS w sezonie 1964/1965 plasował się poza pierwszą czterdziestką (najwyższa lokata to 41. miejsce w Bischofshofen). W konkursie skoków w Oberhofie (31 października 1965) zajął 2. miejsce, przegrywając tylko z Dieterem Neuendorfem. W kolejnym Turnieju Czterech Skoczni zajął m.in. 23. miejsce w Bischofshofen. Po raz drugi w karierze wystąpił na mistrzostwach świata (Oslo). Poprawił nieznacznie swoje osiągnięcia z Zakopanego, plasując się na 48. miejscu na skoczni normalnej i 50. na skoczni dużej. W marcu 1967 w Memoriale Bronisława Czecha i Heleny Marusarzówny ukończył jeden z konkursów na 10. miejscu.
W TCS 1967/1968 zajął m.in. 9. miejsce w zawodach w Bischofshofen (po skokach na 96 i 91,5 m). W klasyfikacji łącznej turnieju był finalnie na 57. miejscu, gdyż w pierwszych trzech konkursach zajął kolejno 85., 70. i 39. miejsce. Dziesięć dni później osiągnął 8. miejsce w Pucharze Przyjaźni w Szczyrbskim Jeziorze. Na igrzyskach w Grenoble uzyskał 34. pozycję na skoczni normalnej i 19. na skoczni dużej. W Tygodniu Lotów w Bad Mitterndorf zajął 5. miejsce i ustanowił rekord życiowy – 130 metrów. 10 marca 1968 był 4. w drugim konkursie Memoriału Czecha i Marusarzówny.
W sezonie 1968/1969 zajął 2. miejsce w jednym z konkursów Turnieju Trzech Państw w Feldkirchen, 22. w Bischofshofen w TCS i 13. w jednym z konkursów Pucharu Przyjaźni. Osiągnął także 15. lokatę w licznie obsadzonych igrzyskach narciarskich w Lahti (startowało tam 95 zawodników). W późniejszych sezonach osiągał niższe miejsca – najlepsze wyniki to 14. pozycja w Turnieju Bohemia (styczeń 1970), 21. w zawodach w Oberwiesenthal (kwiecień 1971) oraz 17. w zawodach o Puchar Przyjaźni (28 stycznia 1972). 30 stycznia wystąpił w drugim konkursie, w którym zajął 22. lokatę. Po tym występie nie startował już w ważniejszych zawodach międzynarodowych.
Węgier w swojej karierze pięciokrotnie zdobywał indywidualne mistrzostwo kraju w skokach narciarskich – miało to miejsce w latach 1962, 1964, 1967, 1970 i 1972 (mniejsza skocznia). W 1972 roku Gellér został rekordzistą skoczni w Mátraházie z wynikiem 86,5 metra. Rezultat ten był rekordem aż do końca funkcjonowania obiektu.
Po zakończeniu kariery pracował jako trener skoków narciarskich, nie odniósł jednak większych sukcesów.

## Osiągnięcia

### Igrzyska olimpijskie
| Igrzyska        | Data             | Skocznia | Konkurs | Skok 1    | Skok 1 | Skok 2    | Skok 2 | Skok 3    | Skok 3 | Nota łączna | Miejsce | Strata | Zwycięzca          | Źródło |
| Igrzyska        | Data             | Skocznia | Konkurs | Odległość | Nota   | Odległość | Nota   | Odległość | Nota   | Nota łączna | Miejsce | Strata | Zwycięzca          | Źródło |
| --------------- | ---------------- | -------- | ------- | --------- | ------ | --------- | ------ | --------- | ------ | ----------- | ------- | ------ | ------------------ | ------ |
| 1964, Innsbruck | 31 stycznia 1964 | normalna | ind.    | 74,0      | 63,7   | 74,5      | 97,9   | 72,0      | 91,6   | 189,5       | 42.     | 40,4   | Veikko Kankkonen   | [ 20 ] |
| 1964, Innsbruck | 9 lutego 1964    | duża     | ind.    | 87,0      | 65,6   | 82,0      | 95,3   | 77,5      | 92,1   | 187,4       | 34.     | 43,3   | Toralf Engan       | [ 21 ] |
| 1968, Grenoble  | 11 lutego 1968   | normalna | ind.    | 73,0      | 98,6   | 69,5      | 91,0   | –         | –      | 189,6       | 34.     | 26,9   | Jiří Raška         | [ 22 ] |
| 1968, Grenoble  | 18 lutego 1968   | duża     | ind.    | 95,0      | 98,9   | 90,0      | 92,4   | –         | –      | 191,3       | 19.     | 40,0   | Władimir Biełousow | [ 23 ] |

### Mistrzostwa świata
| Mistrzostwa               | Data           | Skocznia | Konkurs | Skok 1    | Skok 1 | Skok 2    | Skok 2 | Skok 3    | Skok 3 | Nota łączna | Miejsce | Strata | Zwycięzca        | Źródło |
| Mistrzostwa               | Data           | Skocznia | Konkurs | Odległość | Nota   | Odległość | Nota   | Odległość | Nota   | Nota łączna | Miejsce | Strata | Zwycięzca        | Źródło |
| ------------------------- | -------------- | -------- | ------- | --------- | ------ | --------- | ------ | --------- | ------ | ----------- | ------- | ------ | ---------------- | ------ |
| 1962, Zakopane            | 21 lutego 1962 | normalna | ind.    | 51,5      | 41,5   | 53,0      | 74,1   | 53,5      | 72,6   | 146,7       | 62.     | 76,9   | Toralf Engan     | [ 2 ]  |
| 1962, Zakopane            | 25 lutego 1962 | duża     | ind.    | 75,0      | 79,1   | 81,0      | 84,4   | 81,0      | 81,4   | 165,8       | 58.     | 75,6   | Helmut Recknagel | [ 3 ]  |
| 1966, Oslo                | 19 lutego 1966 | normalna | ind.    | 68,0      | 87,1   | 69,0      | 88,7   | –         | –      | 175,8       | 48.     | 58,8   | Bjørn Wirkola    | [ 4 ]  |
| 1966, Oslo                | 27 lutego 1966 | duża     | ind.    | 70,5      | 73,5   | 68,5      | 68,7   | –         | –      | 142,2       | 50.     | 73,1   | Bjørn Wirkola    | [ 5 ]  |
| 1970, Szczyrbskie Jezioro | 21 lutego 1970 | duża     | ind.    | 81        | 69,3   | 92,0      | 90,2   | –         | –      | 159,5       | 51.     | 67,5   | Garij Napałkow   | [ 24 ] |

### Turniej Czterech Skoczni
| 10. Turniej Czterech Skoczni |                        |           |               |       |         |
| Oberstdorf                   | Garmisch-Partenkirchen | Innsbruck | Bischofshofen | Nota  | Miejsce |
| 58                           | 71                     | 59        | 74            | 607,9 | 55      |
| 12. Turniej Czterech Skoczni |                        |           |               |       |         |
| Oberstdorf                   | Garmisch-Partenkirchen | Innsbruck | Bischofshofen | Nota  | Miejsce |
| 69                           | 64                     | 16        | 69            | 675,9 | 48      |
| 13. Turniej Czterech Skoczni |                        |           |               |       |         |
| Oberstdorf                   | Garmisch-Partenkirchen | Innsbruck | Bischofshofen | Nota  | Miejsce |
| 69                           | 63                     | 55        | 41            | 590,4 | 51      |
| 14. Turniej Czterech Skoczni |                        |           |               |       |         |
| Oberstdorf                   | Garmisch-Partenkirchen | Innsbruck | Bischofshofen | Nota  | Miejsce |
| 62                           | 47                     | 50        | 23            | 694,2 | 41      |
| 16. Turniej Czterech Skoczni |                        |           |               |       |         |
| Oberstdorf                   | Garmisch-Partenkirchen | Innsbruck | Bischofshofen | Nota  | Miejsce |
| 85                           | 70                     | 39        | 9             | 652,7 | 57      |
| 17. Turniej Czterech Skoczni |                        |           |               |       |         |
| Oberstdorf                   | Garmisch-Partenkirchen | Innsbruck | Bischofshofen | Nota  | Miejsce |
| 51                           | 46                     | 56        | 22            | 670,1 | 41      |
| 18. Turniej Czterech Skoczni |                        |           |               |       |         |
| Oberstdorf                   | Garmisch-Partenkirchen | Innsbruck | Bischofshofen | Nota  | Miejsce |
| 75                           | 33                     | 43        | 34            | 758,6 | 43      |
| 20. Turniej Czterech Skoczni |                        |           |               |       |         |
| Oberstdorf                   | Garmisch-Partenkirchen | Innsbruck | Bischofshofen | Nota  | Miejsce |
| 66                           | 71                     | 81        | 43            | 743,9 | 55      |

### Puchar Beskidów
| Sezon | Nota  | Miejsce |
| ----- | ----- | ------- |
| 1969  | 375,2 | 19.     |
| 1972  | 401,4 | 16.     |

### Puchar Przyjaźni
| Sezon | Nota  | Miejsce |
| ----- | ----- | ------- |
| 1969  | 591,0 | 15.     |

### Inne zawody
| Zawody                                           | Rok  | Miejsce       |
| ------------------------------------------------ | ---- | ------------- |
| Memoriał Bronisława Czecha i Heleny Marusarzówny | 1967 | 10., 34.      |
| Memoriał Bronisława Czecha i Heleny Marusarzówny | 1968 | 54., 4.       |
| Memoriał Janeza Poldy                            | 1965 | 20.           |
| Tydzień Lotów Narciarskich                       | 1964 | 19., 26., 14. |
| Tydzień Lotów Narciarskich                       | 1968 | 5.            |
| Zawody w Feldkirchen                             | 1969 | 2.            |
| Zawody w Klingenthal                             | 1961 | 50.           |
| Zawody w Lahti                                   | 1969 | 15.           |
| Zawody w Oberhofie                               | 1965 | 2.            |
| Zawody w Oberwiesenthal                          | 1961 | 51.           |
| Zawody w Oberwiesenthal                          | 1963 | 58.           |
| Zawody w Oberwiesenthal                          | 1965 | 58.           |
| Zawody w Oberwiesenthal                          | 1968 | 55.           |
| Zawody w Oberwiesenthal                          | 1971 | 21.           |
| Zawody w Szczyrbskim Jeziorze                    | 1968 | 8.            |
| Zawody w Szpindlerowym Młynie                    | 1970 | 14.           |